# Doppeltes Ja mit Stichfrage
Das doppelte Ja mit Stichfrage ist in der Schweiz die Möglichkeit, in Abstimmungen zu Volksinitiativen mit Gegenentwurf beiden Vorlagen zuzustimmen und in einer Stichfrage anzugeben, welche umgesetzt werden soll, wenn beide angenommen werden. Es wurde auf Bundesebene 1987 eingeführt. Die meisten Kantone ohne Landsgemeinde kannten die Möglichkeit schon früher, andere wie Thurgau und Freiburg führten sie danach ein, die Kantone Nidwalden, Appenzell Ausserrhoden und Obwalden bei der Aufhebung der Landsgemeinde. Auch verschiedene Kommunen erlauben das doppelte Ja mit Stichfrage.

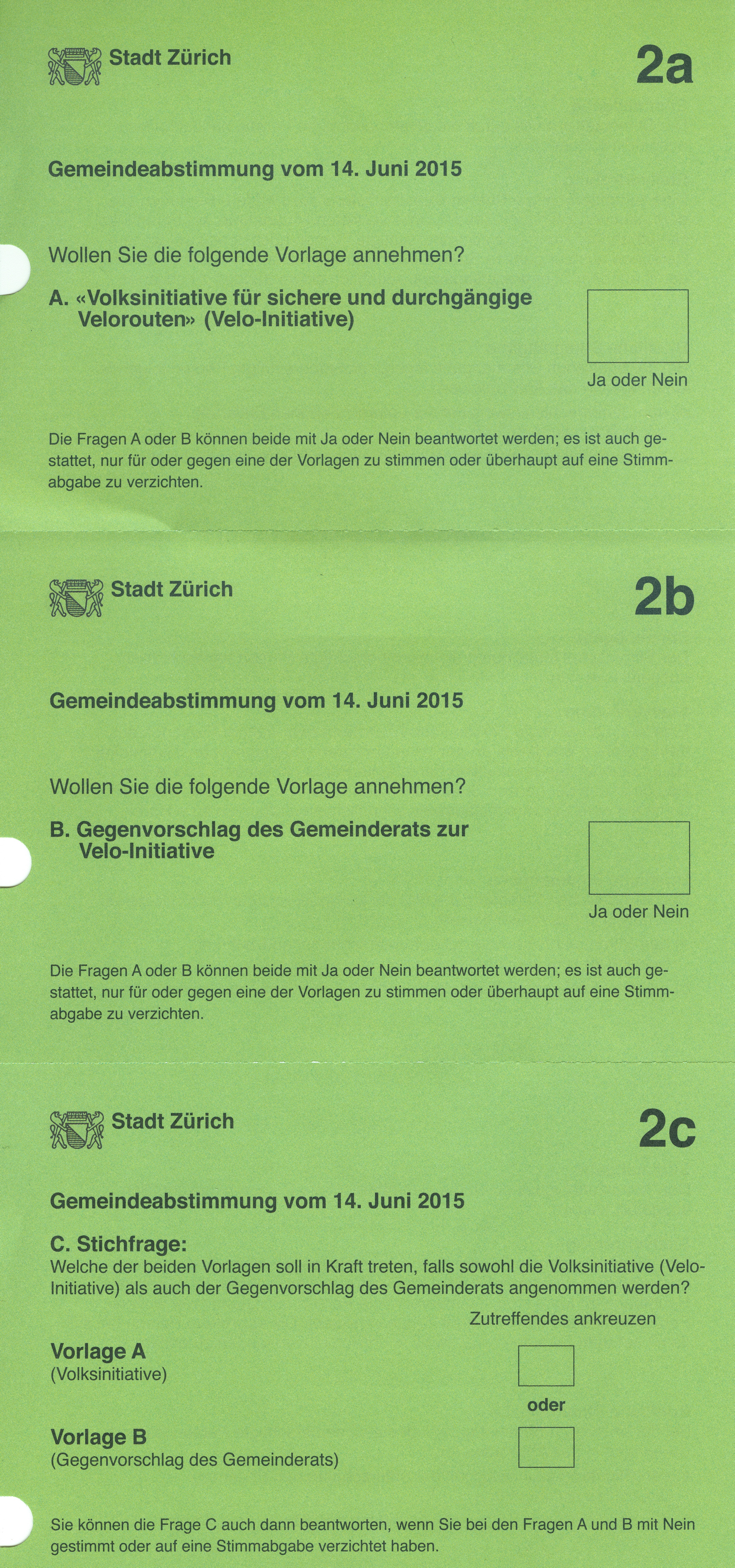
Das doppelte Ja mit Stichfrage gibt es auch bei kantonalen oder kommunalen Abstimmungen: Stimmzettel vom 14. Juni 2015 der Stadt Zürich

## Gründe für die Einführung
Der Stimmbürger, der in jedem Fall eine Änderung wollte, konnte diesen Willen vor der Einführung des doppelten Ja nicht äussern, weil er nur zu der einen Vorlage Ja sagen durfte und bei der anderen leer einlegen musste. Stimmzettel, die zu beiden Vorlagen Ja sagten, waren ungültig.
Die Leer-Stimmen wirkten jedoch wie ein Nein, weil sie das absolute Mehr erhöhten. Es kam deshalb mehrmals vor, dass sowohl Initiative wie Gegenentwurf abgelehnt wurden, obwohl nur eine Minderheit aller Stimmenden gegen eine Neuerung war. So konnten beispielsweise bei der Abstimmung vom 28. September 1986 über die Eidgenössische Kulturinitiative und den Gegenentwurf die Stimmen von nahezu 300'000 Stimmberechtigten nicht so ausgezählt werden, wie es deren Willen entsprochen hätte. Rund 10'000 doppelte Ja mussten für ungültig erklärt werden, und 289'000 Leer-Stimmen erhöhten das absolute Mehr so, dass der Gegenentwurf es nicht erreichte und damit zusammen mit der Initiative abgelehnt wurde.
Die bestehenden Regeln begünstigten somit jene, die am geltenden Recht festhalten wollten, gegenüber denen, die eine Änderung wünschten.
Immer wieder wurde auch der Vorwurf erhoben, der (chancenlose) Gegenvorschlag werde nur ausgearbeitet, um dank dem Verbot des doppelten Ja eine Initiative zu Fall zu bringen.

## Bisherige Anwendungen auf Bundesebene
In der Volksabstimmung vom 5. April 1987 wurde das doppelte Ja mit Stichfrage von einer Mehrheit von 63,3 % der Stimmbürger und mit 21:2 Standesstimmen deutlich angenommen.
Das doppelte Ja mit Stichfrage war in bisher drei Abstimmungen zu eidgenössischen Volksinitiativen möglich (Stand Mitte 2017): 
- 2000: eidgenössische Volksinitiative «für einen Solarrappen (Solar-Initiative)»
- 2002: eidgenössische Volksinitiative «Überschüssige Goldreserven in den AHV-Fonds (Goldinitiative)»
- 2010: eidgenössische Volksinitiative «Für die Ausschaffung krimineller Ausländer (Ausschaffungsinitiative)»

In keinem der Fälle wurden sowohl die Initiative als auch der Gegenentwurf angenommen, sodass die Stichfrage jeweils bedeutungslos war.

## Wirkung der Stichfrage auf Bundesebene
Bei der Einführung des doppelten Ja mit Stichfrage 1987 wurde festgelegt, dass bei einem doppelten Ja beide Vorlagen, falls sie die doppelte Hürde des Volks- und Ständemehrs überwinden müssen (bei Volksinitiativen und obligatorischen Referenden), als abgelehnt galten, wenn das Resultat der Stichfrage bei Volk und Ständen unterschiedlich ausfiel. Diese Regelung wurde bald als unbefriedigend empfunden.
Eine Ende 2000 von Nationalrat Ruedi Aeschbacher eingereichte parlamentarische Initiative verlangte deshalb, dass für die Stichfrage nur noch das Volksmehr ausschlaggebend sein solle. Aeschbacher zog die Initiative im Hinblick auf die Volksabstimmung über die Änderung der Volksrechte von 2003 jedoch zurück. In dieser wählte das Parlament die Lösung, dass diejenige Vorlage in Kraft tritt, «bei welcher der prozentuale Anteil der Volksstimmen und der prozentuale Anteil der Standesstimmen die grössere Summe ergeben» (Art. 139b Abs. 3 der Bundesverfassung).
In der Volksabstimmung vom 9. Februar 2003 wurde die «Änderung der Volksrechte», die neben der «Prozentregel» auch die Einführung der 2009 wieder gestrichenen allgemeinen Volksinitiative und andere Modifikationen enthielt, von einer Mehrheit von 70,4 % der Stimmbürger und mit 23:0 Standesstimmen deutlich angenommen.
Kritisiert wird, dass mit der Prozentregel bei einer Stichfrage die Standesstimmen höher gewichtet werden als die Volksstimmen.
In Kantonen und Kommunen stellt sich die Problematik nicht, da es keine doppelte Hürde gibt. Eine Motion des Landrats Georges Thüring (SVP) im Kanton Basel-Landschaft im Hinblick auf die Abstimmung über die Wiedervereinigung von Basel-Stadt und Basel-Landschaft ein Bezirksmehr einzuführen, zog Thüring wieder zurück, weil ein Bezirksmehr gegen Art. 51 Abs. 1 Satz 2 der Bundesverfassung verstossen würde.

## Prozentanteil der Ja- und Nein-Stimmen
Bei Abstimmungen über eine Vorlage ohne Gegenentwurf entspricht das Total der Ja- und Nein-Stimmen stets der Anzahl gültiger Stimmzettel, da nach Gesetz leere Stimmzettel ausser Betracht fallen. Die Ermittlung der Prozentanteile der Ja- und Nein-Stimmen ist somit eindeutig.
Bei Abstimmungen mit Gegenentwurf ist die Anzahl gültiger Stimmzettel jedoch stets höher als das Total der Ja- und Nein-Stimmen, da auch Stimmzettel gültig sind, die die Frage zu einer der Vorlagen leer lassen, die andere aber beantworten (oder auch nur die Stichfrage beantworten), womit jeweils bei der leer gelassenen Vorlage ein gültiger Stimmzettel, aber keine Ja- oder Nein-Stimme zustande kommt. Bei der Ermittlung des Prozentanteils der Ja- und Nein-Stimmen ergeben sich daher andere Resultate, je nachdem ob man von der Anzahl gültiger Stimmzettel oder vom Total der Ja- und Nein-Stimmen ausgeht (z. B. Anteil Ja-Stimmen bei der Ausschaffungsinitiative von 2010: 52,3 bzw. 52,9 %). Die Bundeskanzlei ermittelt in zwei Übersichten die Prozentanteile von der Anzahl gültiger Stimmzettel, bei der Kantonsübersicht jedoch vom Total der Ja- und Nein-Stimmen. Die Prozentanteile vom Total der Ja- und Nein-Stimmen sind die offiziell gültigen.